# Nøne Futbol Club
 (août 2017).
Nøne Futbol Club ou None Futbol Club ou None football club est un artiste contemporain français créé en 2009 à Paris. 

## Œuvre
À l'action performative ils combinent les messages conceptuels et la sculpture en tant qu'objets vivants et éphémères. Leurs œuvres sont le résultat d'une série d'actions procédurales. 
Mêlant l'humour à la tragédie, la politique à la fiction, le collectif crée des installations contextuelles.

## Principales Expositions personnelles
- 2017 : Manif d'art 8 - La biennale de Québec au Canada.
- 2016 : Copenhagen Art Week (Artiste invité de l'édition) à Copenhague au Danemark.
- 2015 : Une saison en enfer au Centre d’art contemporain Les Églises à Chelles en France.

## Principales Expositions collectives
- 2017 : Vent des fôrets (résidence) dans la Meuse en France.
  - La précarité notre triomphe au Centre historique de la ville de Saragosse en Espagne.
- 2016 : De leur temps 5 à l'IAC de Villeurbanne en France.
  - La Grande Galerie du Foot à la Grande Halle de la Villette à Paris en France.
- 2015: CO-WORKERS - Network as Artist au Musée d'art moderne de la ville de Paris.
- 2014 : Nuit blanche, La ronde de nuit sur le Pont de Tolbiac à Paris en France avec le soutien de Evesa.
- 2013 : Cookbook, l'art et le processus culinaire au Palais des Beaux-Arts de Paris en France.
  - Bosch Young Talent Show au Stedelijk Museum de Bois-le-Duc aux Pays-Bas.
  - 58ème Salon de Montrouge au Beffroi à Montrouge en France.

## Récompenses et distinctions
- 2014: Finalistes du Prix Maif pour la sculpture à Paris en France.
- 2013: Lauréats du Prix du Conseil général du 58e Salon de Montrouge à Montrouge en France.
  - Finalistes du Prix Sciences-Po pour l'art contemporain à Sciences-Po à Paris en France.
- 2012 : Prix de la Maison du Japon à la Cité internationale universitaire de Paris en France.